# David Stern (Dirigent)

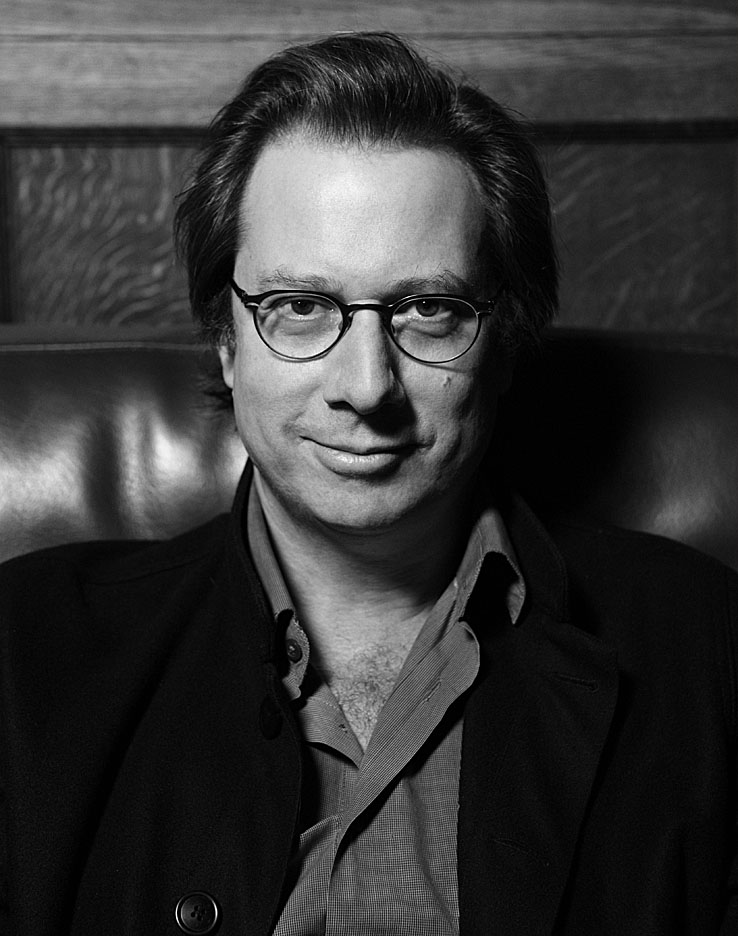

David Stern (* 21. Mai 1963 in New York City) ist ein US-amerikanischer Dirigent.
Der Sohn des Geigers Isaac Stern studierte Dirigieren an der Yale University und an der Juilliard School. 1990 erhielt er eine Assistenzstelle am Théâtre du Châtelet in Paris, wo er seine Ausbildung bei Christoph von Dohnányi, Pierre Boulez und John Eliot Gardiner abschloss und auch mit  Jeffrey Tate, Myung-Whun Chung und Antonio Pappano arbeitete. Er war von 1995 bis 1997 Chefdirigent des Philharmonischen Orchesters Südwestfalen in Siegen und dann bis 1999 an der Académie Européenne de Musique in Aix-en-Provence.
2003 gründete Stern 2003 mit der Geigerin Katharina Wolff das Ensemble Opera Fuoco, das barockes und klassisches Opernrepertoire auf Original-Instrumenten aufführt. Das Ensemble ist regelmäßiger Gast im Amsterdamer Concertgebouw und im Théâtre des Champs-Elysées in Paris und hat eine eigene Spielstätte in Saint-Quentin-en-Yvelines bei Paris. Es produzierte mehrere CD-Aufnahmen, darunter Händels Semele und Jephta und Johann Christian Bachs Zanaida. 2012 produzierte Opera Fuoco mit Nicolas Bacris Cosi fanciulli erstmals die Uraufführung eines eigenen Kompositionsauftrages. Von 2008 bis 2012 war Stern Chefdirigent am Theater St. Gallen, von 2008 bis 2014 in der Israeli Opera in Tel Aviv. Er dirigierte an diesen Häusern u. a. Josef Bardanashvilis Journey to the End of the Millennium, die Uraufführung von Gil Shohats The Child Dreams, Joseph Haydns Il mondo della luna, Giovanni Simone Mayrs Medea in Corinto, Madama Butterfly und Wozzeck. Seit 2015 ist er Chefdirigent der Palm Beach Opera, wo er u. a. die Uraufführung von Ben Moores Enemies, A Love Story leitete.
Als Gastdirigent wirkte Stern an Opernhäusern wie La Monnaie in Brüssel, der English National Opera,  der Opéra de Lyon, der Opera Hong Kong und der Edmonton Opera. Außerdem arbeitete er mit klassischen Sinfonie- und Kammerorchestern sowie Ensembles der historischen Aufführungspraxis wie  Concerto Köln, den London Mozart Players, der  Academy of St Martin in the Fields, dem Orchestre de Paris, dem BBC National Orchestra of Wales, dem Orchestra sinfonica nazionale della RAI in Turin, dem English Chamber Orchestra, der Camerata Salzburg, der Deutschen Kammerphilharmonie Bremen und den Wiener Symphonikern. Seit 2009 dirigierte er auch verschiedene Sinfonieorchester in China, und seit 2014 leitet er dort das Shanghai Baroque Festival.

## Weblink
- Website von David Stern